# 福井カード
株式会社福井カード（ふくいカード、FUKUI CARD Co., Ltd.）は、福井県福井市に本社を置く日本のクレジットカード事業者である。
ディーシーカードおよびJCBカードのフランチャイジーで福井銀行の連結子会社。福井銀行の顧客基盤を基に主に福井県内でクレジットカードの発行、加盟店の獲得をしている。
2014年2月1日に、株式会社福井ディーシーカード（ふくいディーシーカード）から社名を変更した。

## 関連会社
- 福井銀行
- 三菱UFJニコス